# أنيتا إليس
أنيتا إليس هي مغنية وممثلة كندية، ولدت في 12 أبريل 1920 بمونتريال في كندا، وتوفيت في 1 يوليو 2007.

## وصلات خارجية
- أنيتا إليس على موقع IMDb (الإنجليزية)
- أنيتا إليس على موقع ألو سيني (الفرنسية)
- أنيتا إليس على موقع ميوزك برينز (الإنجليزية)
- أنيتا إليس على موقع أول موفي (الإنجليزية)
- أنيتا إليس على موقع قاعدة بيانات برودواي على الإنترنت (الإنجليزية)
- أنيتا إليس على موقع قاعدة بيانات الأفلام السويدية (السويدية)
- أنيتا إليس على موقع ديسكوغز (الإنجليزية)
- أنيتا إليس على موقع قاعدة بيانات الفيلم (الإنجليزية)
- أنيتا إليس على موقع كينوبويسك (الروسية)